# Rabcza
Rabcza (słow. Rabča) – wieś (obec) w północnej Słowacji, w powiecie Namiestów, w kraju żylińskim. Pierwsza pisemna wzmianka o niej pochodzi z 1564 roku, jednak miejscowość istniała wcześniej – zaznaczono ją na ręcznie wykonanej mapie Orawy z 1550 roku.

## Kultura
We wsi jest używana gwara orawska, zaliczana przez polskich językoznawców jako gwara dialektu małopolskiego języka polskiego, przez słowackich zaś jako gwara przejściowa polsko-słowacka.